# Eubakterie
Die Eubakterie (von gr. Eu für gut, wohl, recht und von lat. bacillus/bacterium für Stäbchen, Stöckchen, Stab) bezeichnet das natürliche Gleichgewicht, also eine unschädliche und im Idealfall ausgewogene Besiedlung, zwischen in Symbiose lebenden Mikroorganismen wie Bakterien in einem Wirtsorganismus. Beim Menschen tritt sie beispielsweise in Haut bzw. Schleimhaut sowie den Bereichen der Mundhöhle, Scheide und des Darms auf. Dabei spielen sowohl Art und Menge als auch chemische und biologische Wirksamkeit der beteiligten symbiotischen Mikroorganismen in den betroffenen Regionen eine Rolle. Im Darmtrakt des Menschen nennt man dies Eubiose, wenn eine ausgegliche Darmflora vorherrscht. Von einer Dysbakterie bzw. Dysbiose (im Darm) spricht man, wenn sich das gesunde Gleichgewicht zwischen den oben genannten Parametern verändert und sich eventuell pathologische Zustände bemerkbar machen (Blähungen, Durchfall, verändertes Blutbild, Pilzinfektionen usw.).